# 德语
德語（德語：Deutsch，發音：[dɔʏ̯t͡ʃʰ] ⓘ），是印歐語系西日耳曼語支的一门欧洲語言。2024年，德語是应用的人数第三多的语言（仅次于英、法），占全欧盟10%。德语是欧盟内初中教育中学习第三多的外语，仅次于英语和法语；75.2%的丹麦初中生学习德语。
德語標準共同語的形成可以追溯到馬丁·路德對拉丁文《九十五条论纲》的翻譯工作。和英语相比，德语大多數词汇为本土语（10%左右）。德語詞彙源於其日耳曼語族的祖先語言（由原始日耳曼語發展而來的古高地德語、中古高地德語、古低地德语、中古低地德语等），一些詞彙來自拉丁語及古希臘語，還有部分來自法語和英語。
德語書寫使用拉丁字母。德語字母在26個常規拉丁字母之外，另有三個帶分音符的元音以及一個特殊字母。

## 历史

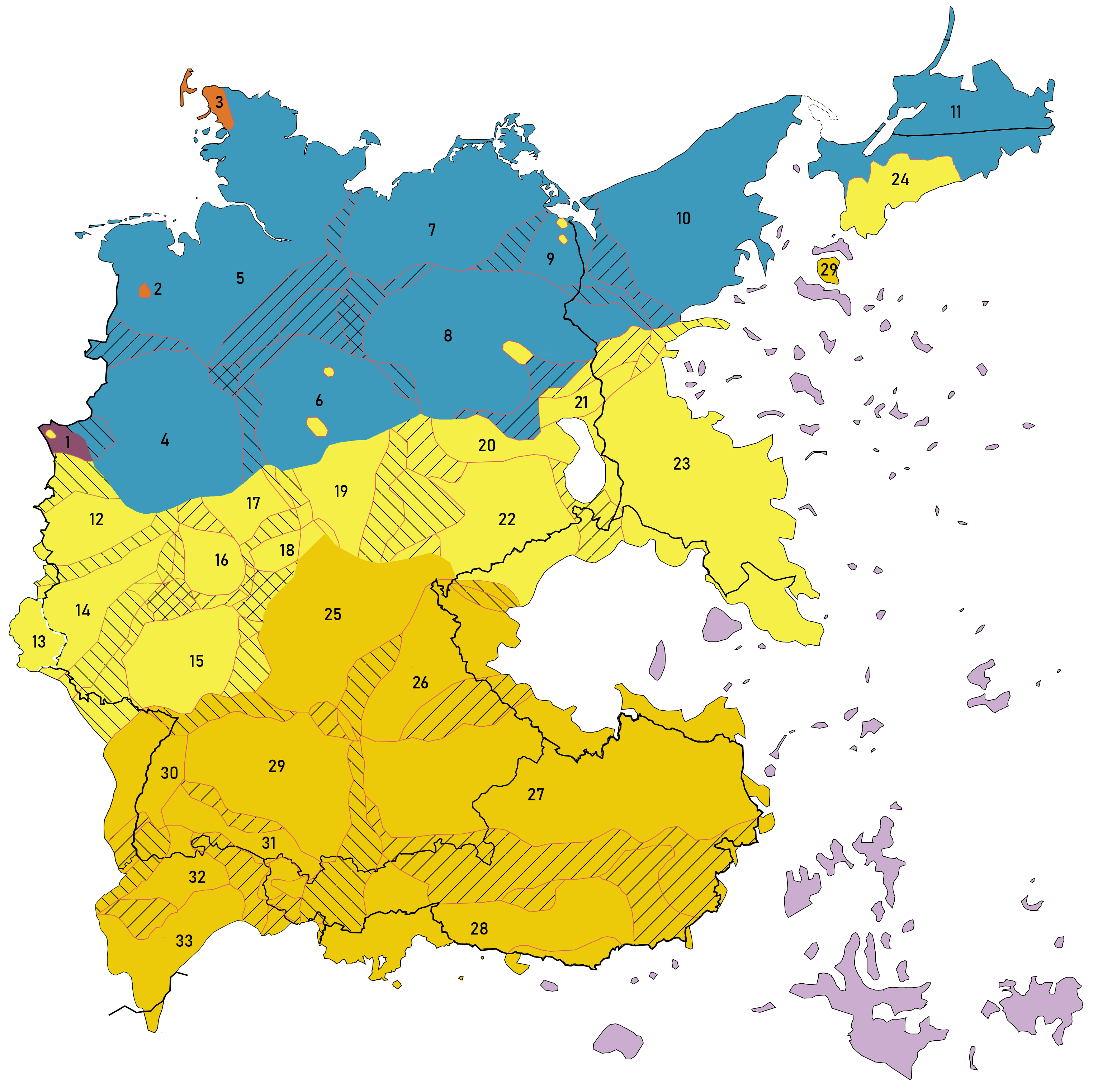
1900年左右的德語分佈

中世纪初期德语这个词首次出现。其词根来源于日耳曼语中的人民（"thioda", 形容詞 "thiodisk"）一词，意思是这是一种被大眾使用的语言。当时法兰克人的高级阶层一般使用「法兰克式的拉丁语」，后来稱為法语。德语当时并不是一种统一的语言，它是许多地方方言的总称。
中世纪德意志境内诸侯割据，加上交通不便，各个德语方言的发展相差很大。虽然曾試圖建立共同语言，但一般都只局限于各地区，而且只在一定的阶层中被利用。比如北德的低地德语在汉萨同盟最兴盛的时候在北海和波罗的海沿海地带成为当地经商的通用语言。
16世紀，马丁·路德為了推動德意志宗教改革，将《圣经》翻译成德语的一種方言，为德语的统一起了非常大的作用。《路德圣经》所使用的德语方言，得到了非常广泛的普及，成为后来標準德語的基础。

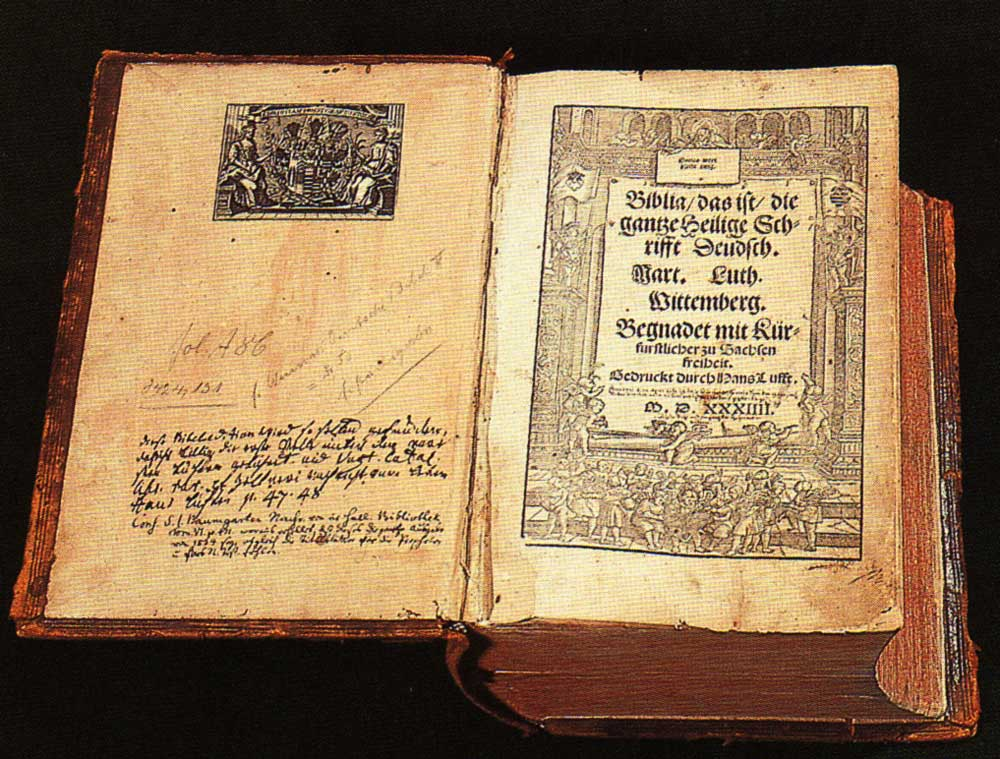
馬丁·路德翻譯的《聖經》在宗教改革時期得到了廣泛傳播，為現代德語的發展奠定了基礎

1781年约翰·克里斯托弗·阿德隆出版了第一部德语字典。1852年起雅各布·格林和威廉·格林兄弟开始编辑最广泛的德语字典。这部著作一直到1960年才完工。1880年康拉德·杜登出版了德语全正体书写字典。1901年经过小修改后，这部字典成为标准德语的唯一典範。其中的內容一直到1998年才被重新訂正，以配合具爭議性1996年德語正寫法改革。在過渡期內，新拼法在大部份學校裡教授，但媒體則出現新舊拼法混合並行的情況。德國聯邦憲法法院指出各州仍可自行決定是否採用新正寫法，而且只在學校中具有強制性。這意味著人們在學校以外的領域，仍可使用舊有正寫法。2007年，在德國國會沒有干預的情況下，又對正寫法作了一次重大檢討。2007年，一些舊拼法最終失效。新正寫法最明顯的影響是詞語結尾的-ss，如dass及muss成為可接受的拼法。這種拼法在傳統正寫法中是不允許的，一定要寫成daß及muß。

## 地理分布
在以下国家德语是唯一的官方语言：
- 德国
- 奥地利
- 列支敦士登

在以下国家（和地区）德语是官方语言之一：
- 卢森堡（还有卢森堡语和法语）
- 瑞士（还有法语、意大利语和罗曼什语）

歐盟國家中的德語使用分佈圖。其中黑色部分是以德語為官方語言的國家或地區

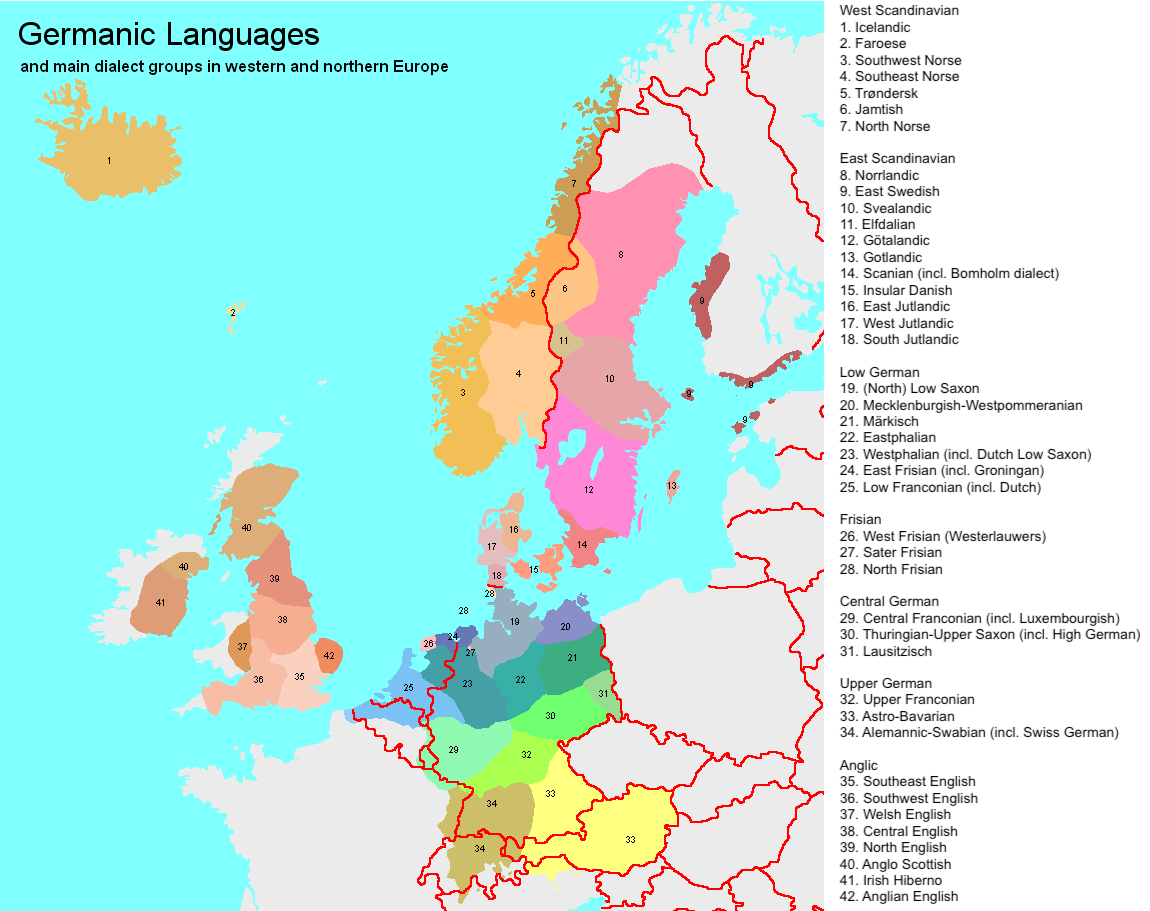
現代歐洲日耳曼語分佈

- 比利时（还有法语和荷兰语；一般用语德语区）
- 意大利的波尔扎诺自治省（还有意大利语、法语和斯洛文尼亚语）

德語母語使用者的分布（假設全體為9500萬）
德语是世界上最常被学习的外语之一（在欧洲常作为第二外语教学）。
| 國家       | 以德語為母語人口 | 備註                         |
| ---------- | ---------------- | ---------------------------- |
| 德国       | 77,000,000       |                              |
| 奥地利     | 7,570,000        |                              |
| 列支敦斯登 | 35,000           |                              |
| 盧森堡     | 470,000          |                              |
| 瑞士       | 5,010,000        |                              |
| 荷蘭       | 380,000          |                              |
| 比利时     | 78,000           |                              |
| 法國       | 1,200,000        | 大部分在亞爾薩斯、洛林兩大區 |
| 英国       | 230,000          |                              |
| 義大利     | 330,000          | 大部分在波爾扎諾省           |
| 西班牙     | 100,000          |                              |
| 波蘭       | 150,000          |                              |
| 愛爾蘭     | 100,000          |                              |
|            | 360,000          |                              |
| 以色列     | 200,000          |                              |
| 美国       | 1,100,000        |                              |
| 巴西       | 900,000          |                              |
| 阿根廷     | 500,000          |                              |
| 加拿大     | 450,000          | [ 10 ]                       |
|            | 110,000          |                              |
| 南非       | 75,000           | [ 10 ]                       |
| 玻利维亚   | 60,000           |                              |
| 智利       | 40,000           |                              |
| 巴拉圭     | 16,000           |                              |
| 纳米比亚   | 30,000           | [ 10 ]                       |
| 墨西哥     | 90,000           |                              |
| 委內瑞拉   | 10,000           |                              |

## 字母
德语字母表是由拉丁字母组成，除了拉丁字母的26个字母外德语还有四个字母的变体。
| 德语字母 | 德语字母 | 德语字母 | 德语字母 | 德语字母 | 德语字母 | 德语字母 | 德语字母 | 德语字母 | 德语字母 | 德语字母 | 德语字母 | 德语字母 | 德语字母 | 德语字母 | 德语字母 | 德语字母 | 德语字母 | 德语字母 | 德语字母 | 德语字母 | 德语字母 | 德语字母 | 德语字母 | 德语字母 | 德语字母 | 德语字母 | 德语字母 | 德语字母 | 德语字母 |
| -------- | -------- | -------- | -------- | -------- | -------- | -------- | -------- | -------- | -------- | -------- | -------- | -------- | -------- | -------- | -------- | -------- | -------- | -------- | -------- | -------- | -------- | -------- | -------- | -------- | -------- | -------- | -------- | -------- | -------- |
| A        | a        | (Ä       | ä)       | B        | b        | C        | c        | D        | d        | E        | e        | F        | f        | G        | g        | H        | h        | I        | i        | J        | j        | K        | k        | L        | l        | M        | m        | N        | n        |
| O        | o        | (Ö       | ö)       | P        | p        | Q        | q        | R        | r        | S        | s        | (ẞ       | ß)       | T        | t        | U        | u        | (Ü       | ü)       | V        | v        | W        | w        | X        | x        | Y        | y        | Z        | z        |

其中 Aa、Ee、Ii、Oo、Uu 以及三个变体字母 Ää、Öö、Üü 为元音字母。包括 ß 的其他字母为辅音字母。

### 乱码问题
由于德语的電腦编码为西欧语言，国际标准为ISO-8859-1，所以在使用GB系列或BIG5编码的中文系统（如常见的Windows系列）中用一些纯文本无法正确显示变音字符，必须将德文文字转换为Unicode编码才能在文字编辑工具中正常显示。特别是在使用默认GB2312的浏览器查看没有给出语言编码的德文网页时也会出现乱码。但在中文版的GNU/Linux中由于預設使用UTF-8而避免了乱码。如果变音字符直接用GB系列或BIG5编码保存再次打开就会变成乱码。

## 发音
德语是多中心语言，因此其发音规范并不完全统一。以下主要說明在德国使用的標準德語。

### 重音
以下用粗体表示重音。
德语词的重音一般在正数第一个音节上，但不是非常规则。例如， 的重音在第一位。很多外来词的在最后或倒数第二，例如，来自法语（第一个）、德语制造，但源头可以追溯到阿拉伯语：，羅馬化：lubān jāwī，直译：「爪哇乳香（其实是来自苏门答腊）」（第二个）、拉丁语（中间）和古希腊语（最后）。一些特定的规则有：
1. 所有可分动词的前缀重读，如 ；不可分的反之亦然，如
2. 结尾的，读/iː/, /i.ən/的，重读，如。很多外来词的后缀重读，如-ion（来自拉丁语）的各种变体
3. 这些后缀一般不重读，如
4. 不规则，如，用重音区分意思。是“腐烂的”，是“现代的”[12]。这种情况很少见

### 元音（母音）
德语有15个元音（母音）：{{[aː][a][iː][ɪ][oː][ɒ][uː][ʊ][eː][ɛ][øː][œ][yː][ʏ][ɛː]。

## 語法
德語屬於語法學上所谓“屈折语”，即德语主要靠词形变化，而不是像孤立语一样靠语序、虚词来表达清楚一个句子的含义，如汉语。德語属于語法较为传统的语言，它保留了较多来自古代的静词的格词尾变化以及动词的变位。相对于英语、荷兰语、瑞典语这些日尔曼兄弟语言而言，德语的語法变化是相当複雜的（冰島語除外）。但和俄语、波兰语、拉丁语及梵語等非同族语言相比，德语的屈折变化相对来说又是简单的。馬克·吐温説過：「聪明人3個月能学会英語、3年学会法語，但要花30年学會德語。」這種説法容或有誇張成份，但也説明德語比一般人認為難學的法語更難學好。
德语名词分为三个性，四个格，有单複数之分。名词藉由其本身及修饰、定义它的形容词、副词、冠词之变化来表现它在句子中的位置、功能和意义，称为变格，而德语的动词需要根据人称和时态、语态而变化，称为动词变位。

## 正寫法
德语正寫法即书写德语的一套指导规则，例如一个单词的首字母何时大写，连写单词构成新词时应如何处理其连接处，以及标点符号的规则等。
德国、奥地利、瑞士等德語地區（除盧森堡外）同意自1998年起在学校内使用新德语正写法。1999年起也适用于德国所有行政机关。
截至2004年，大部份會使用德語的平面媒體如路透社和德新社已經採用了新正寫法。
在德國，經過一段時間的過渡期及對新正寫法作出修訂（如部份舊拼法得到保留，或與新拼法並行）後，自2005年8月1日起，除北萊茵-威斯伐倫和巴伐利亞兩個邦已經正式拒絕使用新正寫法外，在學校裡，舊有拼寫方法會被視為不正確。自2006年起，德國上述兩個邦的公立學校也會強制採用新規則。2004年版的杜登詞典（Duden dictionary）也包括了這些改動。2007年，一些舊拼法最終失效。這意味著新拼寫規則將會由學校開始，廣泛推展到說德語的大眾。

## 德语方言
德语是德国和周围国家使用的一些方言的统称。

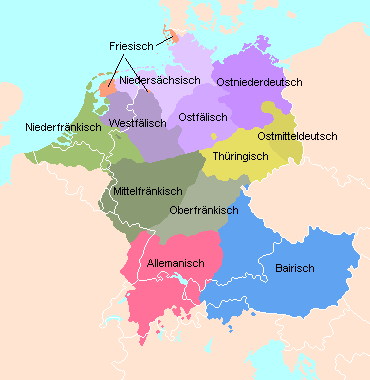
德語方言

歐洲的德語分布
德語是官方以及被主体人口使用的語言
德語是官方語言之一，但不是主体人口使用的語言
德語是官方認可的少數民族語言
德語（或德語方言）是相當數量的少數民族使用的語言，但不被政府認可

德国方言一般分为低地德语和高地德语两种。（某些语言学家认为，不宜把低地德语作为德语的一部分。）
现代德语方言分为中部德语和上德语两部分，标准德语以中部德语为基础。奥地利和瑞士的方言属于上德语。德语语言区南部有比较多的方言如奥地利方言、施瓦本方言、巴伐利亚方言、黑森方言、科隆方言、柏林方言等。一般来说越向南方方言的发音越强硬，多短音，多a音。

### 高地德语

奧地利的大部都位於德語巴伐利亞方言的範圍內
德語阿勒曼尼方言

高地德语，為南德国、奥地利、瑞士的德语方言。“高地”指阿尔卑斯山和临近的德国南部山区。
值得注意的是，常有人将高地德语与标准德语混为一谈，但二者是完全不同的两个概念。
高地德语对应的德语词汇是Oberdeutsch，“Ober”一词意为“高处、上方”，指阿尔卑斯山和临近的德国南部山区；而标准德语对应的德语词汇则是Hochdeutsch，其中“hoch”一词也有“高”的含义但在这里则意为“高贵的、高级的”，而不是指地理概念。
Hochdeutsch一词在德语中专指标准德语，标准德语发音以德国中部（汉诺威周围）方言为基础，德国、奥地利、瑞士使用相同的德语正寫法。

### 低地德语
低地德语（通常分为三大体系）：
1. 东低地德语，包括柏林、梅克伦堡等地区所使用的东、西普鲁士德语都属于东低地德语。
2. 低地萨克森语，例如北美堪萨斯的德裔群体所使用的门诺低地德语（Mennonite Plautdietsch），不来梅、杜塞尔多夫等地使用的北萊茵-西伐利亞、下萨克森、什勒斯維希-霍爾斯坦绝大多数城市、以及荷兰东南部很多省的一部分。
3. 低地法兰克语，包括荷兰语、比利时的佛拉芒语（它与荷兰语虽然用词不同，但对应词的发音相同）、荷兰的西林堡语等，所以实质上荷兰语也是一种低地德语，只不过因为政治因素被独立称为荷兰语。

一般语言学家认为低地德语是一些独立的语言，而不是德语的一些方言。低地德语在过去的一个世纪内受到标准德语的冲击很大。今天在德国北部地区仍广泛使用低地德语。低地德语保存了日耳曼语族中一些比较原始的成分，它们与荷兰语和古英语的共同点比同各类高地德语之间更接近。各类低地德语的发音通常比较柔软，e:音和长音比较多。

### 瑞士德语

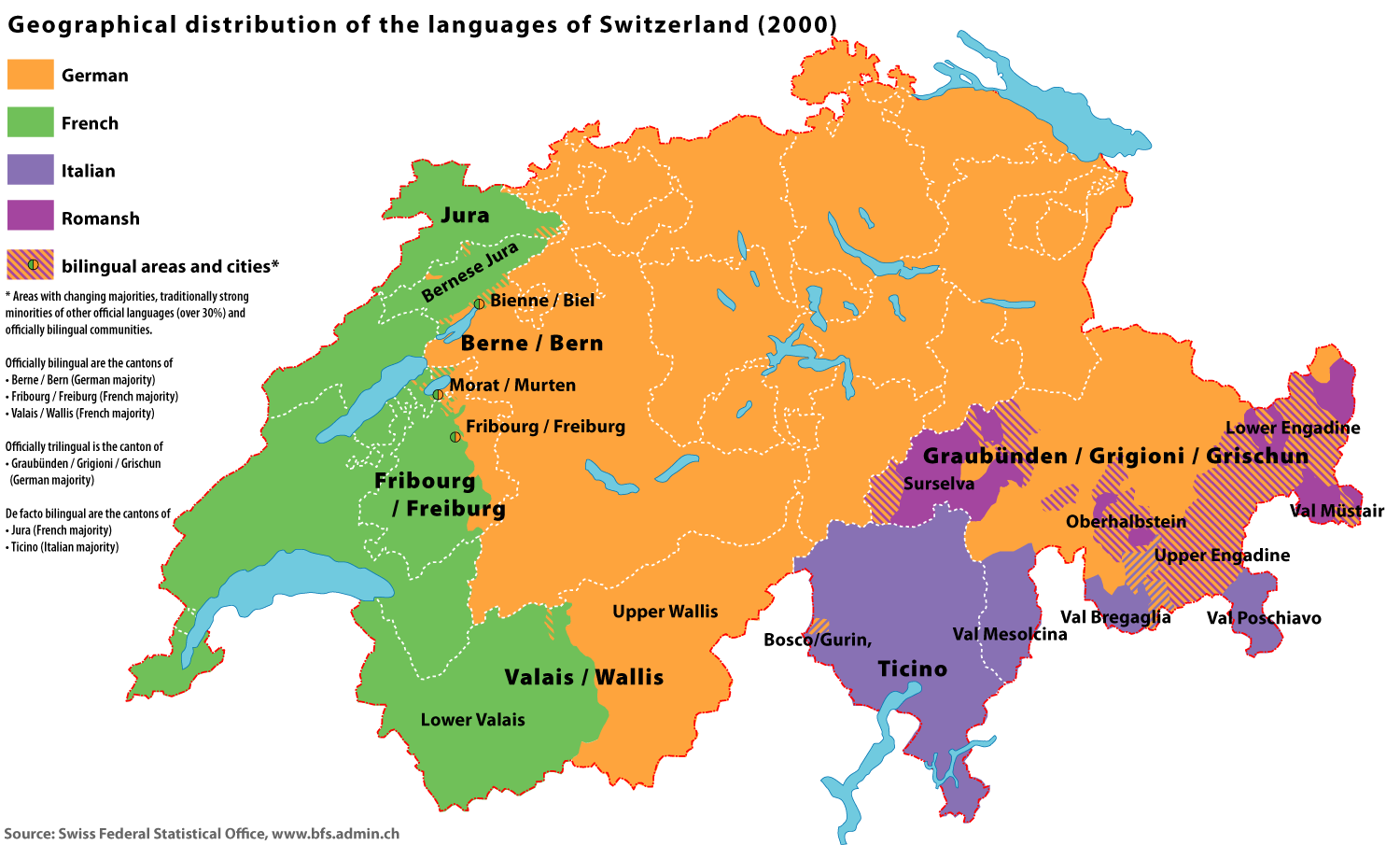
瑞士德語是該國的四大官方語言之一，瑞士前十的城鎮裡有七所都講德語

一般语言学家认为瑞士德语是德语的一个方言，它与施瓦本方言比较接近。但瑞士德语的发音与标准德语的发音相差悬殊，以至于一般德国人听不懂。瑞士德语的正体法与标准德语的完全一致，虽然在瑞士也有人利用瑞士德语的发音来书写，但这种书写方式不被正式承认。

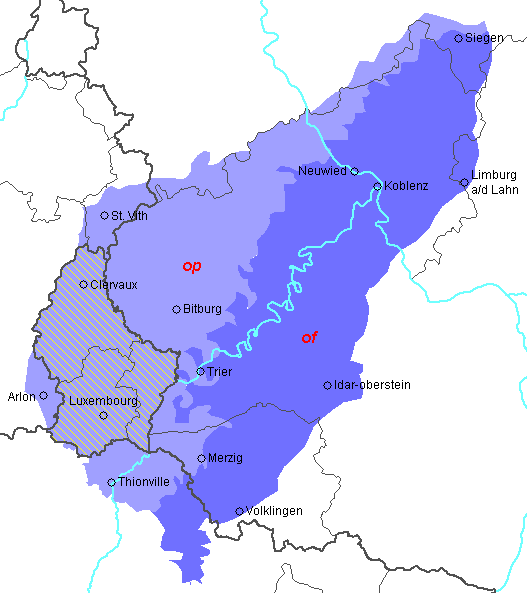
盧森堡也有相當數量的德語人口

### 官僚德语

在比利時，德語使用者主要集中在德語社群中

官僚德语（Beamtendeutsch）是德国机关、法庭等等使用的语言。理论上来说是最标准的德语。但因为官僚德语语句往往非常累赘（从句套从句等等），混有许多机关、法庭用的缩写和引用法律，公报的条例，加上许多官话中的特用词（比如火灾在官僚德语中不用一般人使用的 Brand 一词，而用冗长的 Feuerereignis ，失火事故），教育比较低的德国人，或对一个专业不熟悉的人也往往看不懂用官僚德语写的公报或官方信件。官僚德语常被用来讽刺德国庞大死板的官僚机构。

## 其他语言对德语的影响
对德语影响最大的语言是拉丁语。作为中世纪时的学术和高阶层语言，今天德语中许多学术概念或表示抽象概念的词依然来自于拉丁语或希腊语。
德国位于欧洲的中心，地处交通要道，历史上曾是中世纪诸侯的争夺之地，故德语中含有许多从其他印欧语系的罗曼、波罗地·斯拉夫、意大利语族语言及其他语言（如法语、波兰语、意大利语、西班牙语、俄语、希伯来语）借用的外来语。

### 英语对德语的影响
第二次世界大战后对德语影响最大的外语是英语。英语有时被戏称为“新标准德语”。据曼海姆的德语研究所2004年初统计，在过去10年中德语中共产生了约700个新词，其中40%以上直接来自英语或是英语与德语组成的混合词。英语对德语的冲击来自下面三个方面：
- 许多新的科技术语直接由英语进入德语词汇。有些术语虽然也有相应的德语词，但英语原词被更广泛地应用和接受（如 Computer →代替→ Rechner，DNA →代替→ DNS 等等）。
- 许多德国的跨国公司（如西门子公司）内部以英语为工作语言。[15]

虽然德国政府不像法国使用强制措施维护法语那样来维护德语，但德国社会也已经意识到了德语的英语化问题，也還有很多移民使用英德交雜的错误用法。许多有影响的报刊和电视文化节目抨击这个趋势，但它们自身也往往无法摆脱和漠视这个趋势的要求。
德语中也有一些“仿英语”（或称德製英语）词汇——最具代表性的是Handy（手机）一词，英语中handy是个形容词，意思是“便于使用的”。

## 英語中的德語借詞
英語從德語中借取了很多借詞，而且通常沒有伴隨任何拼寫變化（通常除了消除分音符和取消名詞的首字母大寫之外）:
| 德語單詞        | 英語借詞     | 德語單詞的意思 |
| --------------- | ------------ | --- |
|                 |              | 用繩索吊下 / 快速游繩(繩降) |
|                 |              | 恐懼 |
|                 |              | 开端，开始/ 延长部分，套口/ 附加物/ 估计，估价/ 方法，手段 |
|                 | [ 可疑 ]     | 连接、端子、接口/ 附加、附加物 |
|                 |              | 自动化/ 自动售货机、自动装置 |
|                 |              | 關注故事主角個人的發展與教育的小說 |
|                 |              | 闪光灯/ 闪电 |
|                 |              | 油煎香肠 |
|                 |              | 美味精緻的食物 |
|                 |              | lit. "double going / living person alive", 面貌极相似的人 |
|                 |              | professional position within a theatre or opera company that deals mainly with research and development of plays or operas                                                                             |
| 或 （瑞士拼字） |              | 火绒草花 |
|                 |              | lit. "replacement", typically used to refer to an inferior substitute for a desired substance or item                                                                                                  |
|                 |              | 節日、慶典/宴會 、派對 |
|                 |              | 思想实验 |
|                 | [ 可疑 ]     | ski jumping for distance on alpine equipment |
|                 |              | 溫暖舒適的感覺, 舒适, 天性善良, 亲切，和蔼 |
|                 |              | form or shape / creature / scheme; a concept of 'wholeness' (etymologically die Gestalt is the past participle of stellen used as an abstract noun, i. e. the same form as contemporary die Gestellte) |
|                 | （美式拼字） | 健康;健康状况/ 上帝祝福你! (當有人打噴嚏時) |
|                 |              | 钟琴、打擊樂器 |
|                 |              | 氣象學. "神聖的光亮" / (日月等的)晕 |
|                 |              | lit. mil. "area behind the front-line": interior / backwoods |
|                 |              | 弄乱了的, 坏了的，破碎的 |
|                 |              | 字面意義"貓的悲嘆": 酒后的头痛， 酗酒、暴飲暴食 |
|                 |              | 字面意義"小孩的庭院" – 托儿所或幼儿园 |
|                 |              | 虚假的，只为了赚钱而产生的“艺术” |
|                 |              | sauerkraut 的缩写 |
|                 |              | 引导情节发展的主题 (動詞 為"领导、指引"的意思) |
| (v.)            |              | lit. "taking goods by force" (original meaning "to take away furniture" shifted in German and was borrowed by English both during the Thirty Years War)                                                |
|                 |              | 字面意思為"敲击吵闹恶作剧的鬼" |
|                 |              | diplomacy based on practical objectives rather than ideals |
|                 |              | 第三帝国 |
|                 |              | 背包( → 是"後背"的意思) |
|                 |              | 在自己汁液發酵的鹽醃切絲包心菜、德國酸菜 |
|                 |              | 幸灾乐祸 |
|                 |              | lit. "game / play": sales pitch / lengthy speech with the intent to persuade |
|                 |              | lit. "place/area/room of a language": area where a certain language is spoken |
|                 |              | 在...上方、超過、優於 |
|                 | （美式拼字） | 字面意義 "卡住的/受壓縮的": 受抑制的, 内向的，退縮的 |
|                 |              | 字面意義 "森林顶梢枯死", dying floral environment |
|                 |              | desire, pleasure, or inclination to travel or walk |
|                 |              | 字面意義"世界观": 意识形态、思想体系 |
|                 |              | 字面意義"神奇兒童": 天才兒童，神童 |
|                 |              | 字面意义“时间的精神”：时代精神；时代潮流 |
|                 |              | 下棋術語. "非走不可的一步" |

| 歌德(1749–1832) | 席勒(1759–1805) | 格林兄弟(1785–1863) | 托馬斯·曼(1875–1955) | 黑塞(1877–1962) |
| --------------- | --------------- | ------------------- | -------------------- | --------------- |
|                 |                 |                     |                      |                 |

### 引用
1. ↑   [The world's 100 largest languages in 2010]. Nationalencyklopedin. 2010  [2014-02-12]. （原始内容存档于2012-11-11）. （瑞典文）
2. ↑  . Willard, Ohio: R.R. Donnelley & Sons Company. April 2006: 257–299. ISBN 978-0-7922-3662-7.
3. ↑  . European Union. 2024-05. English is spoken by about half of the Europeans (47%) as a foreign or second language, notably increasing 5 percentage points since 2012. 7 out of 10 young Europeans can have a conversation in English, which is 9 percentage points more than in previous survey.  After English, French (11%) German (10%) and Spanish (7%) are the most spoken foreign languages in the EU.
4. ↑  . 欧盟统计局. 2025-06 （英语）. Within lower secondary education, 29.3% of pupils in the EU were learning French in 2023, 20.9% German and 18.5% Spanish.
5. ↑  Finkenstaedt, Thomas; Wolff, Dieter. . 1973: 119. ISBN 3-533-02253-6.
6. ↑  P. Wiesinger: Die Einteilung der deutschen Dialekte. In: Dialektologie. Ein Handbuch zur deutschen und allgemeinen Dialektforschung, series: HSK 1.2, Berlin, New York, pp. 807-900
7. ↑  W. König: dtv-Altas Deutsche Sprache, 2019, Munich, pp. 230.
8. ↑  J. Goossens: Deutsche Dialektologie, Walter de Gruyter, 1977, pp. 48.
9. ↑  C. Giesbers: Dialecten op de grens van twee talen, Radboud Universiteit Nijmegen, 2008, pp. 233.
10. 1 2 3 4  Handwörterbuch des politischen Systems der Bundesrepublik （页面存档备份，存于） (in German). Source lists "German expatriate citizens" only for Namibia and South Africa!
11. ↑  . Etymonline （英语）.
12. ↑  . DWDS （德语）.
13. ↑  .   [2007-04-08]. （原始内容存档于2007-04-08）. Mark Twain once stated: For a clever person, it took three months to learn English, it took three years to learn Francais, and took thirty years to learn German.
14. ↑  德国内阁: Bundesverwaltung übernimmt Neuregelung der deutschen Rechtschreibung （页面存档备份，存于）, 22. Juli 2005.
15. ↑  翁震华.  第1版. 杭州: 浙江教育出版社. 2013-11: 8. ISBN 978-7-5536-1314-7. OCLC 1053679263.
16. ↑  . Duden / Bibliographisches Institut GmbH. 2017  [2017-09-20]. （原始内容存档于2021-03-22）. mittelhochdeutsch gestalt = Aussehen, Beschaffenheit; Person, Substantivierung von: gestalt, althochdeutsch gistalt, 2. Partizip von stellen.